# Francisco Julián Grajales
Francisco Julián Grajales är en ort i Mexiko.   Den ligger i kommunen Benemérito de las Américas och delstaten Chiapas, i den sydöstra delen av landet, 1 000 km öster om huvudstaden Mexico City. Francisco Julián Grajales ligger 189 meter över havet och antalet invånare är 368.
Terrängen runt Francisco Julián Grajales är platt. Runt Francisco Julián Grajales är det ganska glesbefolkat, med 25 invånare per kvadratkilometer. Närmaste större samhälle är Nuevo Orizaba, 13,4 km öster om Francisco Julián Grajales. Omgivningarna runt Francisco Julián Grajales är en mosaik av jordbruksmark och naturlig växtlighet.